# Georg Albrecht (Historiker)
Georg Albrecht (* 28. August 1881 in Künzelsau; † 21. September 1964 in Alpirsbach) war Lehrer und von 1929 bis 1934 Leiter des Heilbronner Stadtarchivs. Er hat sich um die Erforschung von Heilbronner Flur- und Straßennamen verdient gemacht. Nach dem Zweiten Weltkrieg übersiedelte er nach Alpirsbach, wo er zur Geschichte des Klosters Alpirsbach forschte.

## Leben
Albrecht wurde als Sohn eines Pfarrers in Künzelsau geboren und studierte Germanistik und Geschichte an der Universität Tübingen. Anschließend begab er sich zum Fremdsprachenstudium nach Paris und London. 1905 trat er in den Schuldienst ein und kam 1908 an die Realschule in Alpirsbach. 1913 wechselte er an die Realschule nach Heilbronn. Im Schuldienst stieg er bis zum Oberstudienrat auf. In Heilbronn begann er umfangreiche heimatgeschichtliche Forschungen, wobei er sich besonders der Geschichte der Flur- und Straßennamen sowie dem Heilbronner Weingärtnerstand widmete. Nach dem Tode von Moriz von Rauch wählte ihn der Heilbronner Gemeinderat 1929 zu dessen Nachfolger als Archivar im Stadtarchiv Heilbronn, wo er bis 1934 tätig blieb. Von 1936 bis 1945 war er erster Vorstand des Historischen Vereins Heilbronn. Beim Luftangriff auf Heilbronn am 4. Dezember 1944 wurden Albrechts gesamte Unterlagen vernichtet. Nach dem Zweiten Weltkrieg kehrte er nach Alpirsbach zurück, wo er zur Geschichte des Klosters Alpirsbach forschte. Er hat zahlreiche Schriften zu historischen Themen verfasst.

## Schriften (Auswahl)
- Alpirsbach – Chronik und Schilderung des ehrwürdigen Klosters und Münsters. Cantz, Stuttgart-Bad Cannstatt 1949
- Topographie und Geschichte von Heilbronn. Aus Flurnamen belichtet. In: Historischer Verein Heilbronn. 20. Veröffentlichung. Heilbronn 1951, S. 51–115
- Ambrosius Blarer dem Reformator Württembergs und vormaligem Prior des Klosters Alpirsbach zum Gedächtnis, 1964

## Genealogisches Werk
- Familienverzeichnis der Pfarrei Alpirsbach 1596-1808. Handschriftlich. Alpirsbach O.J. (vermutl. 1950er) (= Landeskirchliches Archiv Stuttgart, Mikrofilm KB 2316, Bd. 29–31)